# Dolichoderus butteli
Dolichoderus butteli é uma espécie de formiga do gênero Dolichoderus.